# Armageddon (Zweedse band)

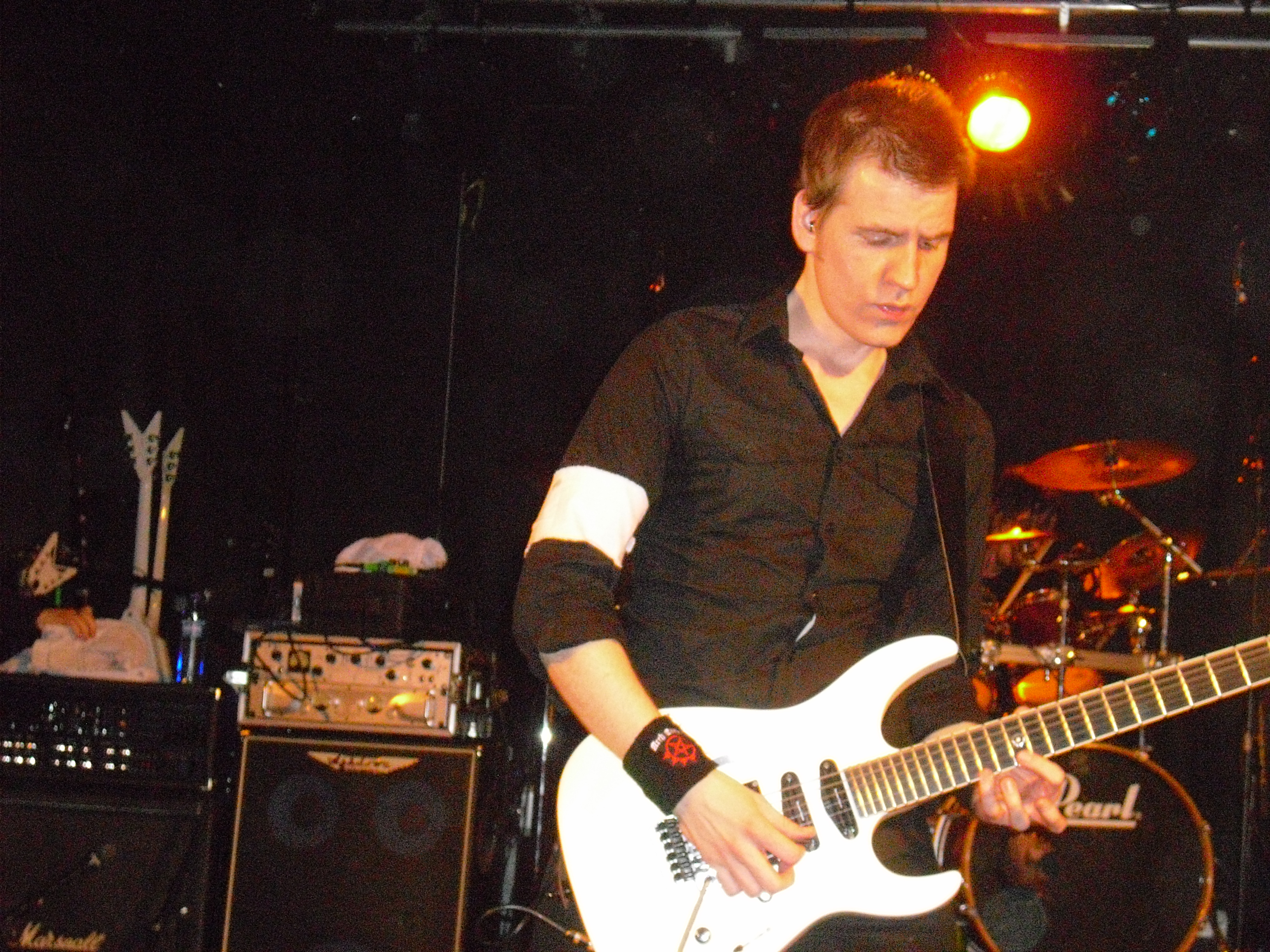
Christopher Amott

Armageddon is een Zweedse deathmetalband, met als  bandleider Christopher Amott van Arch Enemy.

## Bandleden
- Christopher Amott - gitaar, zang
- Joey Concepcion - gitaar
- Sara Claudius - basgitaar
- Márton Veress – drums
- Antony Hämäläinen – zang

### Oud-bandleden
- Jonas Nyren - zang
- Rickard Bengtsson - zang
- Martin Bengtsson - basgitaar
- Dick Löwgren - basgitaar
- Tobias Gustafsson - basgitaar
- Peter Wildoer - drums
- Daniel Erlandsson - drums

## Discografie
- 1997 - Crossing The Rubicon (Wrong Again)
- 2000 - Embrace The Mystery (Toy's Factory)
- 2002 - Three (Toy's Factory)
- 2015 - Captivity & Devourment (Listenable)